# Бротас (Сан-Паулу)
Бротас (порт. Brotas)  —  муниципалитет в Бразилии, входит в штат Сан-Паулу. Составная часть мезорегиона Пирасикаба. Входит в экономико-статистический  микрорегион Риу-Клару. Население составляет 22 200 человек на 2006 год. Занимает площадь 1 101,468 км². Плотность населения — 20,2 чел./км².
Праздник города —  3 мая.

## История
Город основан в 1859 году.

## Статистика
- Валовой внутренний продукт на 2003 составляет 386.675.412,00 реалов (данные: Бразильский институт географии и статистики).
- Валовой внутренний продукт на душу населения на 2003 составляет 18.698,04 реалов (данные: Бразильский институт географии и статистики).
- Индекс развития человеческого потенциала на 2000 составляет 0,817 (данные: Программа развития ООН).

## География
Климат местности: тропический. В соответствии с классификацией Кёппена, климат относится к категории Cfa.